# Onthophagus zavreli
Onthophagus zavreli es una especie de insecto del género Onthophagus, familia Scarabaeidae, orden Coleoptera.
Fue descrita científicamente por Balthasar en 1935.